# Saint-Trojan
Saint-Trojan är en kommun i departementet Gironde i regionen Nouvelle-Aquitaine i sydvästra Frankrike. Kommunen ligger i kantonen Bourg som tillhör arrondissementet Blaye. År 2022 hade Saint-Trojan 368 invånare.

## Befolkningsutveckling
Antalet invånare i kommunen Saint-Trojan
Referens:INSEE